# بنیامینو جییی
بنیامینو جییی (ایتالیایی: Beniamino Gigli؛ ‏ تلفظ [benjaˈmiːno ˈdʒiʎʎi]؛ ‏ زاده ۲۰ مارس ۱۸۹۰ درگذشته ۳۰ نوامبر ۱۹۵۷) خواننده و بازیگر اهل ایتالیا بود.
از فیلم‌های او می‌توان به ترانه مادر اشاره کرد.